# خوخلوو (شهرستان بلگورودسکی، استان بلگورود)
خوخلوو (انگلیسی: Khokhlovo, Belgorodsky District, Belgorod Oblast) یک شهرک در بخش بلگورودسکی استان بلگورود کشور روسیه است.